# Пежо тип 82
Пежо тип 82 (фр. Peugeot Type 82) је аутомобил произведен 1906. године од стране француског произвођача аутомобила Пежо у њиховој фабрици у Лилу. У том периоду је произведено 200 јединица.
Аутомобил је покретао четворотактни, четвороцилиндрични мотор снаге 18 КС и запремине 3706 cm³. Мотор је постављен напред и преко ланчаног преноса давао погон на задње точкове.
Тип 82 се производио у још две варијанте 82 А и 82 Б. Међуосовинско растојање је 2895 мм (82 А) и 3015 мм (82 Б) са размаком точкова 1400 мм. Каросерија је типа дупли фетон са простором за четири до пет особа.